# 拉氏丘頭鯰
拉氏丘頭鯰，為輻鰭魚綱鯰形目蝌蚪鯰科的其中一種，為熱帶淡水魚類，分布於南美洲巴拉那河流域，體長可達5公分，棲息在底層水域，生活習性不明。

## 扩展阅读
維基物種上的相關：拉氏丘頭鯰